# Инвар
Инва́р (лат. invariabilis — неизменный) — сплав, состоящий из никеля (Ni, 36 %) и железа (Fe, остальное), и отличающийся уникально низким коэффициентом температурного расширения. Именуется как FeNi36, 64FeNi в США, российские аналоги маркируются по ГОСТ как 36Н. UNS K93600.

## История
Первый из открытых инварных сплавов был найден швейцарским ученым Ш. Гийомом в 1896 году. В 1920 году он получил Нобелевскую премию по физике за открытие этого важного сплава для производства точных инструментов и приборов.

## Физические свойства

Коэффициент теплового расширения сплавов железа/никель в зависимости от процентного содержания никеля. Ярко выраженный минимум при концентрации никеля 36 %.

Инвар имеет однофазную внутреннюю структуру. Плотность 8130 кг/м³, температура плавления 1425 °C. Сплав обладает малым температурным коэффициентом линейного расширения и практически не изменяет линейные размеры в интервале температур от −100 до +100 °C. Его коэффициент теплового расширения ~1,2⋅10−6/°C в интервале температур от −20 до 100 °C. Очень чистый сплав (с содержанием кобальта менее 0,1 %) имеет ещё меньший коэффициент линейного расширения 0,62—0,65⋅10−6/°C.

### Природа свойств
Эффект исчезновения теплового расширения материала возникает в связи с тем, что магнитострикция компенсирует тепловое расширение.

### Прецизионные сплавы
Разные прецизионные сплавы имеют различные характеристики:
- 32НК-ВИ (англ. Inovco) (Ni — 33 %, Co — 4,5 %, Fe — остальное) в отожжённом состоянии имеет температурный коэффициент линейного расширения α не более 1,5⋅10−6/°C (в диапазоне температур −60…+100 °C). Особо чистые сплавы имеют α до 0,55⋅10−6/°C (в диапазоне +20…+100 °C)[1].
- 42Н (англ. NILO, FeNi42), содержащий 42 % никеля имеет α ≈ 5,3⋅10−6/°C, такой же, как и у кремния, что позволяет широко использовать его в электронике.
- 29НК (англ. Kovar и англ. Dilver P) (Co 17 %, Ni 29 %, Fe — остальное) имеют температурный коэффициент линейного расширения как у боросиликатного стекла, поэтому применяется в оптических приборах, которые могут работать в широком диапазоне температур, например на космических спутниках.

## Применение

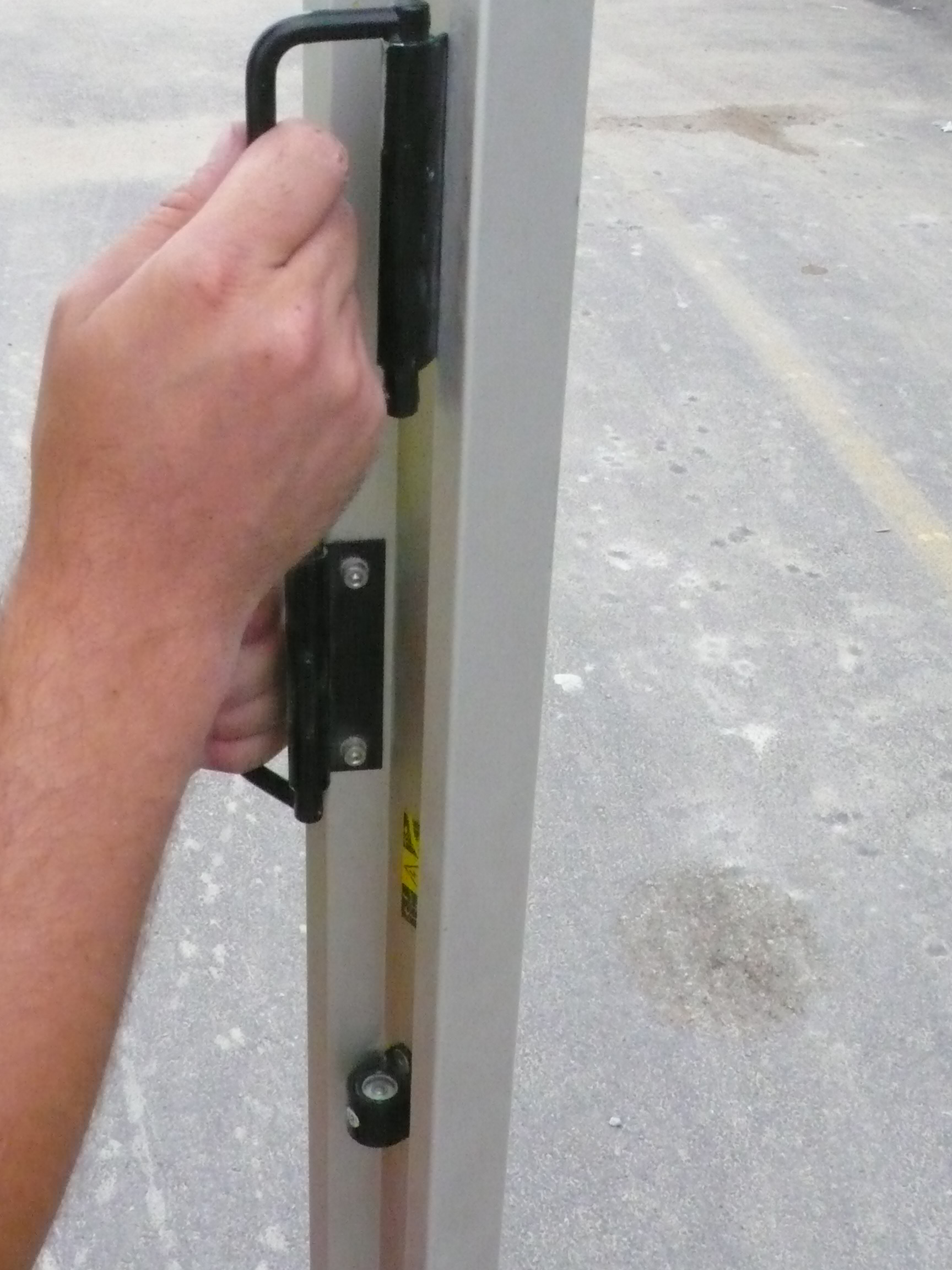
Трёхметровая нивелирная рейка из инвара со сферическим индикатором уровня.

Используется в точном приборостроении для изготовления мерных проволок в геодезии, эталонов длины, деталей часовых механизмов (балансиров хронометров, пружин), деталей барографов и высотомеров, несущих конструкций лазеров и др.  Применялся в трубе космического телескопа «Астрон». Стоек к коррозии. Также применяется в лазерных проекторах для равномерного сужения и расширения DMD-чипов.